# قراطاش
قراطاش مدينة صغيرة في محافظة أضنة في الأقاليم السورية الشمالية. يقطنها العرب بشكل رئيسي.
شكلت هذه المنطقة نقطة الحدود بين سورية وتركيا حسب المادة 27 من معاهدة سيفر التي أنهت الحرب العالمية الأولى. إضافة إلى سكان قراطاش الثمانية آلاف، يسكن حوالي 13000 نسمة في القرى المحيطة بها.

## توأمة
لقراطاش اتفاقيات توأمة مع:
- ميمينجين (24 يوليو 2009 - )

## أعلام
- حسن شاش

## طالع أيضًا
- عرب تركيا